# Bellechester
Bellechester ist eine Kleinstadt (mit dem Status „City“) im Goodhue County und im Wabasha County im US-amerikanischen Bundesstaat Minnesota. Das U.S. Census Bureau hat bei der Volkszählung 2020 eine Einwohnerzahl von 176 ermittelt.

## Geografie
Bellechester liegt im Südosten von Minnesota auf 44°22′06″ nördlicher Breite und 92°30′41″ westlicher Länge und erstreckt sich über 0,83 km².
Benachbarte Orte von Bellechester sind Goodhue (12 km westnordwestlich), Zumbro Falls (16,1 km südöstlich), Mazeppa (14,5 km südlich) und Zumbrota (17,9 km südwestlich).
Die nächstgelegenen größeren Städte sind Rochester (51,3 km südlich) und das Ballungsgebiet um die Städte Minneapolis und Saint Paul liegt 113 km nordwestlich.

## Verkehr
Durch Bellechester verlaufen keine überregionalen Fernstraßen. Im Stadtgebiet treffen die County Roads 2, 7 und 16 zusammen. Alle weiteren Straßen sind untergeordnete teils unbefestigte Landstraßen sowie innerörtliche Verbindungsstraßen.
Die nächstgelegenen Flughäfen sind der Rochester International Airport (63,8 km südlich) und der größere Minneapolis-Saint Paul International Airport (104 km nordwestlich).

## Demografische Daten
Nach der Volkszählung im Jahr 2010 lebten in Bellechester 175 Menschen in 75 Haushalten. Die Bevölkerungsdichte betrug 210,8 Einwohner pro Quadratkilometer. In den 75 Haushalten lebten statistisch je 10,3 Personen.
Ethnisch betrachtet bestand die Bevölkerung zusammen aus 90,9 Prozent Weißen sowie 8,5 Prozent aus anderen ethnischen Gruppen; 0,6 Prozent (eine Person) stammten von zwei oder mehr Ethnien ab. Unabhängig von der ethnischen Zugehörigkeit waren 10,3 Prozent der Bevölkerung spanischer oder lateinamerikanischer Abstammung.
24,0 Prozent der Bevölkerung waren unter 18 Jahre alt, 58,9 Prozent waren zwischen 18 und 64 und 17,1 Prozent waren 65 Jahre oder älter. 47,4 Prozent der Bevölkerung war weiblich.

Das mittlere jährliche Einkommen eines Haushalts lag bei 31.667 USD. Das Pro-Kopf-Einkommen betrug 20.204 USD. 13,6 Prozent der Einwohner lebten unterhalb der Armutsgrenze.

## Söhne und Töchter
- Peter William Bartholome (1893–1982), Bischof von Saint Cloud